# دانيال جي. كارول
دانيال جي. كارول هو سياسي أمريكي، ولد في 29 نوفمبر 1874، وتوفي في 6 مارس 1927 بسبب ذات الرئة. نشط حزبياً في الحزب الديمقراطي. وقد انتخب عضو مجلس ولاية نيويورك ‏.